# Vanessa Galipoli
Vanessa Galipoli (Roma, 23 agosto 1972) è un'attrice e conduttrice televisiva italiana.

## Biografia
Esordisce nel mondo dello spettacolo a 17 anni su Rai 1 nella Domenica In di Gianni Boncompagni, proseguendo sul grande schermo con un cameo all’interno del film Metalmeccanico e parrucchiera in un turbine di sesso e politica di Lina Wertmüller. 
Lavora nel campo della moda come fotomodella, nel cinema (Pupi Avati, Lina Wertmüller, Duccio Forzano, Massimo Ceccherini), in teatro (Luigi Galviero, Carlo Buccirosso), in TV (Camera Café, Incantesimo, La Rai che Vedrai, Grande Fratello 3) e come conduttrice di spettacoli (Tim Tour, Rally Costa Smeralda, CousCous Fest di San Vito Lo Capo, Premio Internazionale Venere D’Argento, La Notte delle Stelle).
Nel 2010 riceve il premio Venere d’Argento e dal 2012 inizia ad occuparsi di comunicazione, eventi, sensibilizzazione sociale attraverso l’organizzazione degli eventi, mostre, flash-mob e spettacoli nell’ambito del teatro e della TV.

## Teatro
- Homme Fatale regia di Bruno Montefusco (2001)
- Sharon Kane regia Bernard Hiller (2002)
- Le Idi di Marzo di Carlo Buccirosso (2004)
- La vera storia di Checco e Nina regia di Luigi Galviero (2007)
- Veneralia regia di Salvatore Monte e Antonio di Marca (2010)

## Filmografia

### Cinema
- Metalmeccanico e parrucchiera in un turbine di sesso e politica, regia di Lina Wertmüller (1997)
- Faccia di Picasso, regia di Massimo Ceccherini (2000)
- Il mare non c'è paragone, regia di Edoardo Tartaglia (2002)
- Il cuore altrove, regia di Pupi Avati (2002)
- Ventitré, regia di Duccio Forzano (2003)
- Legami di sangue, regia di Paola Columba (2004)
- La rivincita di Natale, regia di Pupi Avati (2004)
- Format, regia di Maurizio Casagrande (2005)

### Televisione
- La Rai 3 che vedrai Rai 3 (1997)
- La Rai che vedrai Rai 1, Rai 2(1997)
- Grande Fratello 3 Canale 5 (2003)
- Stage Italia 1 (2004)
- Incantesimo Rai 2 (2004)
- Il mio amico Babbo Natale Canale 5 (2005)
- Nati ieri Canale 5 (2006)
- Camera Café Italia 1 (2006)
- La bella e la voce Sky (2007)
- The Game Box Italia 1(2007)
- Màkari, regia di Michele Soavi – serie TV (2021-in produzione)

## Spot pubblicitari
- Mercedes (Italia 1995)
- Cappuccino (Israele 1996)
- Tim ViaSat (Italia 1997)
- Alpitour (Italia 1997)
- Omnitel (Italia 1998)
- Ferrarelle (Italia 1998)
- Galbani (Italia 1998)
- Fiat Palio (Argentina 1999)
- Bingo (Germania 1998)
- IP (testimonial Italia 2000)
- AIMaC Associazione Italiana Malati di Cancro (Italia 2002)

## Riconoscimenti
- Premio Venere d'argento (2010)